# Cam Newton
Cameron Jerrell Newton, detto Cam (Atlanta, 11 maggio 1989), è un ex giocatore di football americano statunitense di ruolo quarterback,.
Newton è stato selezionato come prima scelta assoluta dai Panthers nel Draft NFL 2011.
Nel 2010 guidò gli Auburn Tigers alla vittoria del campionato NCAA e conquistò l'Heisman Trophy, il massimo riconoscimento individuale per un giocatore a livello universitario. Newton è il terzo giocatore nella storia del football a vincere il campionato NCAA, l'Heisman Trophy ed essere selezionato come prima scelta assoluta nello stesso anno.
Newton detiene il record assoluto di touchdown su corsa in carriera segnati da un quarterback, con 75.

## Carriera universitaria

### Università della Florida

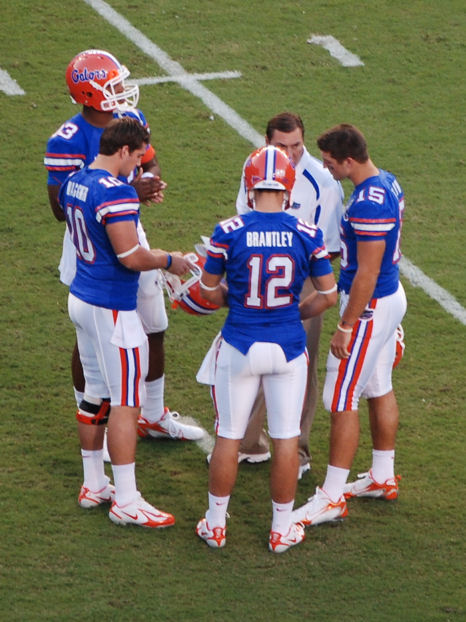
Newton, primo a sinistra, con Dan Mullen, John Brantley, Tim Tebow e Bryan Waggener nel 2007 con Florida.

Newton inizialmente frequentò l'Università della Florida, dove giocò nella squadra di football dei Florida Gators nel 2007 e 2008. Nella sua stagione da freshman nel 2007, Newton fu la riserva del futuro vincitore dell'Heisman Trophy Tim Tebow. Disputò cinque partite, passando 40 yard e correndo 103 yard con touchdown. Nel 2008 Newton disputò la prima gara della stagione contro Hawaii ma si infortunò alla caviglia, decidendo di rimanere fuori per tutto il resto della stagione.
Il 21 novembre 2008 Newton fu arrestato per il furto di un computer portatile ai danni di un altro studente dell'Università della Florida e sospeso dalla squadra dopo che fu trovato in possesso del computer. Le accuse contro Newton furono fatte cadere quando si impegnò a frequentare un programma di recupero approvato dal tribunale. Cam annunciò l'intenzione di trasferirsi in un altro istituto tre giorni prima che i Gators vincessero il titolo nazionale contro Oklahoma.

### Blinn College
Nel gennaio 2009 Newton si trasferì al Blinn College di Brenham, in Texas, per giocare per il capo-allenatore Brad Franchione. Quell'autunno guidò la squadra al titolo nazionale degli junior college, passando 2.833 yard e 22 touchdown e correndo 655 yard. Fu nominato junior college All-America e divenne il quarterback reclutabile dagli junior college più ambito della nazione. Durante il reclutamento di Newton, Oklahoma, Mississippi State e Auburn furono le sue finaliste. Alla fine firmò coi Tigers.

### Università di Auburn
Newton partì come titolare nella prima gara della stagione 2010, una vittoria casalinga contro Arkansas State, il 4 settembre 2010, in cui segnò 5 touchdown tra passati e corsi, venendo premiato come giocatore offensivo della SEC della settimana. Altri 5 touchdown complessivi li segnò tre settimane dopo contro i South Carolina Gamecocks.
Il 2 ottobre 2010 Newton guidò Auburn a una vittoria 52–3 su Louisiana-Monroe, in cui completò tre passaggi da touchdown, di cui uno da 94 yard, la giocata offensiva più lunga della storia dei Tigers. La settimana successiva vinse 37–34 su Kentucky, passando 210 yard e correndo 198 yard e 4 touchdown su corsa. Nella partita del 16 ottobre contro Arkansas, Newton corse altri tre touchdown, oltre a uno su passaggio. Dopo questa prestazione iniziò ad essere considerato dai media uno dei favoriti per l'Heisman Trophy.

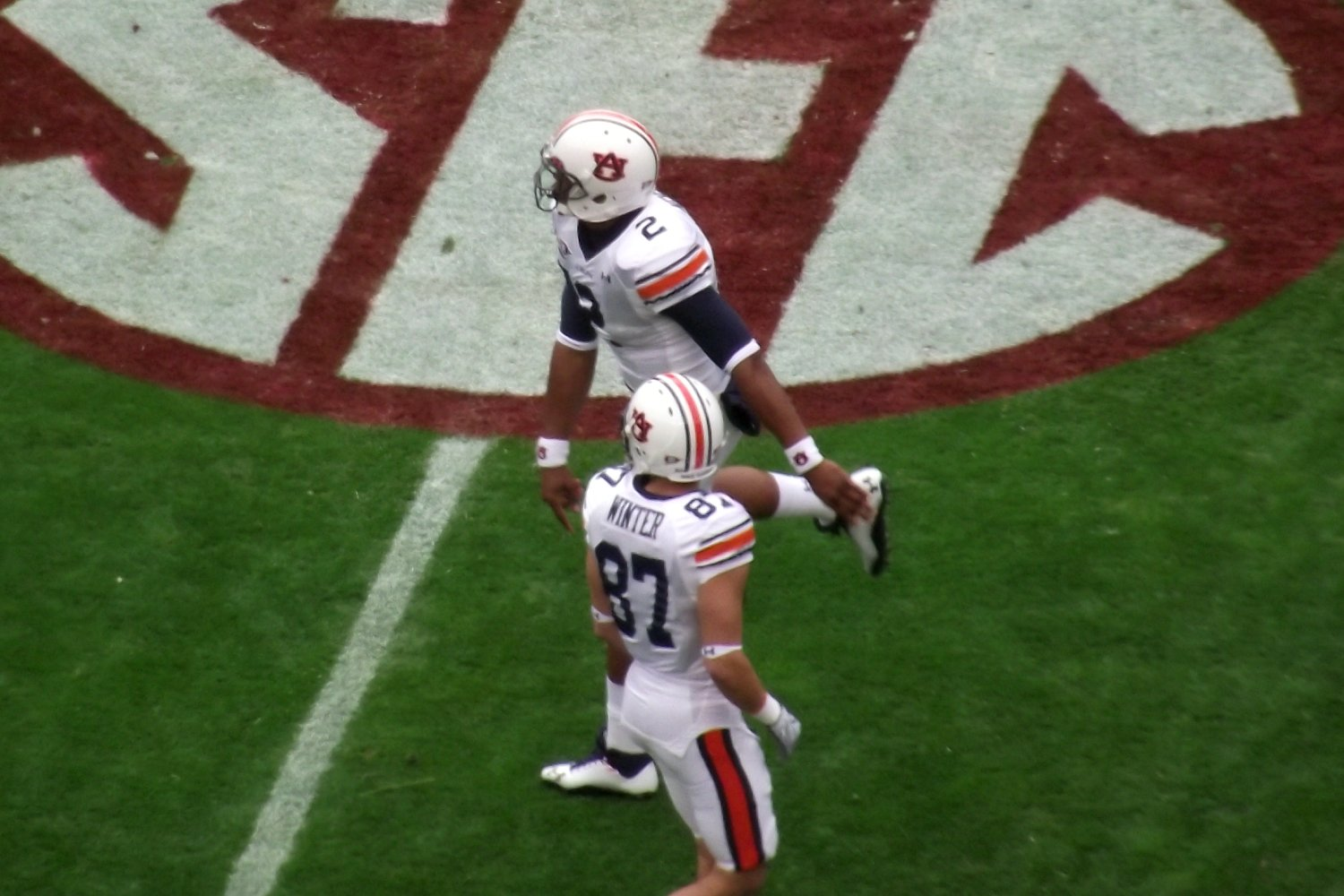
Newton (in alto) prima dell'Iron Bowl 2010.

Il 23 ottobre Newton e Auburn vinsero 24-14 contro gli LSU Tigers. Corse 217 yard in quella partita, arrivando a quota 1.077 in stagione, stabilendo un nuovo record della SEC per yard corse in una stagione da un quarterback, detenuto dall'altro ex Tiger, Jimmy Sidle, che resisteva da oltre 40 anni. Superò inoltre il primato scolastico di Pat Sullivan per touchdown segnati in una stagione che durava dal 1971, con 27. Dopo la gara, Auburn salì al numero 1 nel ranking BCS mentre Newton divenne il principale favorito per l'Heisman.

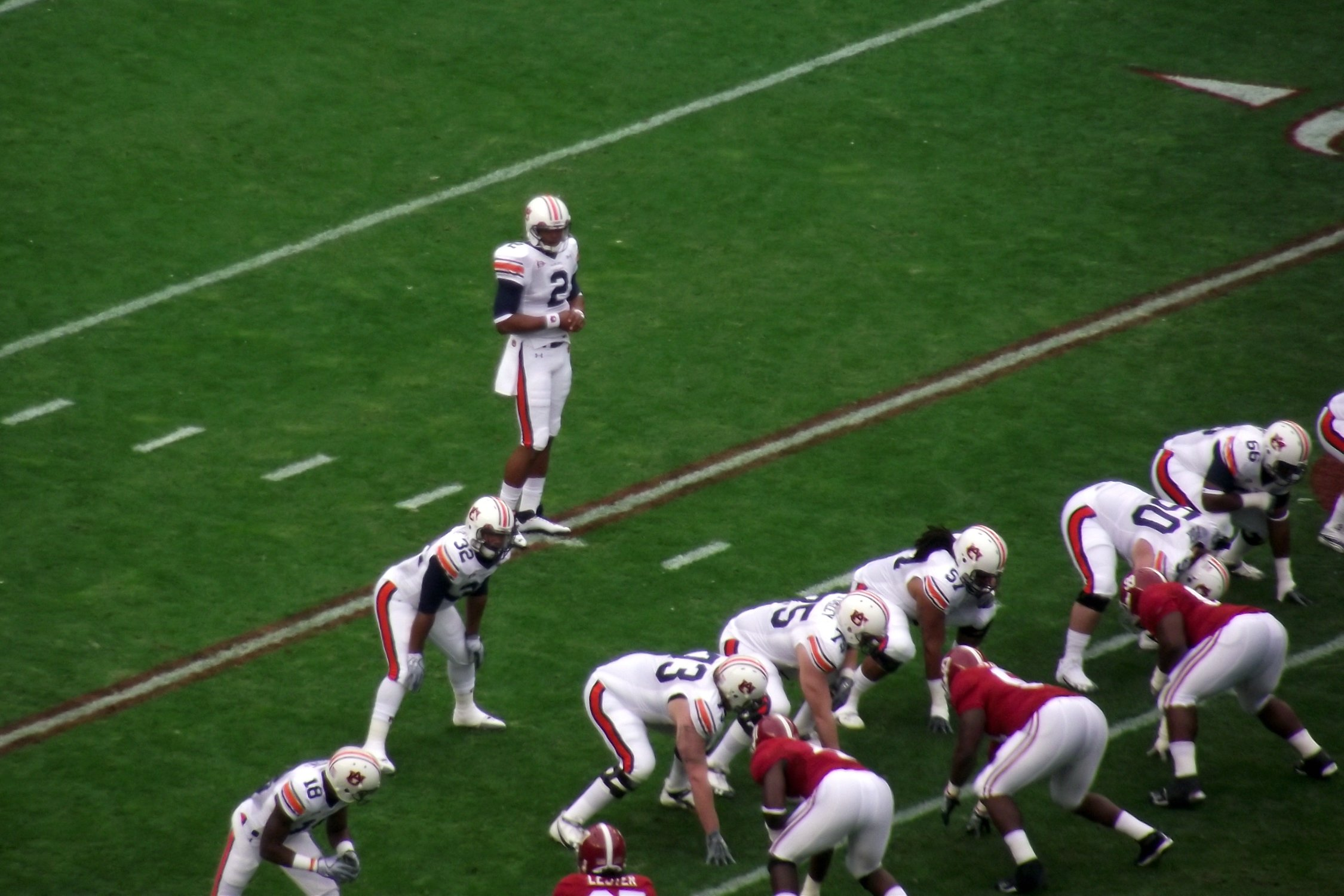
Newton mentre guida i Tigers a rimontare 24 punti contro Alabama.

Alla fine del primo tempo della gara contro Georgia, Newton divenne il primo giocatore della storia della SEC a lanciare più di 2.000 yard e correre più di 1.000 yard in una stagione. Con la vittoria Auburn salì a un record di 11–0 e si assicurò il titolo della SEC West, accedendo alla finale del SEC. Newton portò la sua squadra alla vittoria per 28–27 su Alabama nell'Iron Bowl dopo essere stata in svantaggio per 24–0. La rimonta di 24 punti fu la più grande dei Tigers in 117 anni di storia. La sua prestazione terminò con 216 yard e 3 touchdown passati, più un quarto segnato su corsa.
Il 4 dicembre 2010 Newton vinse il titolo della SEC, il primo della squadra dal 2004, sconfiggendo South Carolina 56–17, stabilendo un record della finale della SEC per punti segnati e per il maggior margine di vittoria. Il quarterback fu premiato come miglior giocatore dell'incontro, che terminò con quattro touchdown passati e due corsi. In quella gara divenne il terzo giocatore della storia della NCAA FBS a lanciare e correre touchdown da più di 20 venti yard in una stagione (assieme all'ex compagno a Florida Tim Tebow e Colin Kaepernick, che vi riuscì poco prima nello stesso giorno). Cam fu premiato come giocatore offensivo dell'anno della SEC e come giocatore di college dell'anno dall'Associated Press. Vinse l'Heisman Trophy con un ampio margine, divenendo il terzo giocatore della storia dell'istituto dopo Pat Sullivan e Bo Jackson.
Dopo il titolo della SEC, Auburn fu invitata a partecipare alla finale nazionale, che giocò il 10 gennaio a Glendale contro gli Oregon Ducks. Auburn batté Oregon 22–19 laureandosi così campione NCAA per la seconda volta nella sua storia. Newton passò 262 yard, 2 touchdown e subì un intercetto. Tre giorni dopo, Newton si dichiarò eleggibile per il Draft NFL 2011, saltando l'ultimo anno di college.
| Finalista       | Voti 1º posto (3 pt. ognuno) | Voti 2º posto (2 pt. ognuno) | Voti 3º posto (1 pt. ognuno) | Punti totali |
| --------------- | ---------------------------- | ---------------------------- | ---------------------------- | ------------ |
| Cam Newton      | 729                          | 24                           | 28                           | 2.263        |
| Andrew Luck     | 78                           | 309                          | 227                          | 1.079        |
| LaMichael James | 22                           | 313                          | 224                          | 916          |

Premi e riconoscimenti
- Heisman Trophy - 2010
- Walter Camp Award - 2010
- Maxwell Award - 2010
- Davey O'Brien Award - 2010
- Manning Award - 2010

## Carriera professionistica

### Carolina Panthers

#### Draft
Il 28 aprile 2011 Newton fu scelto come primo assoluto nel draft 2011 dai Carolina Panthers. L'ultimo giocatore a essere scelto primo assoluto dopo aver vinto l'anno prima l'Heisman Trophy era stato Carson Palmer nel 2003. Newton fu il quarto giocatore nella storia di Auburn a essere selezionato come primo, dopo Tucker Frederickson (1965), Bo Jackson (1986) e Aundray Bruce (1988).
Prima del draft, il proprietario dei Panthers Jerry Richardson aveva chiesto a Newton di continuare ad avere un aspetto "pulito", dopo che Newton gli aveva detto di non avere tatuaggi né piercing e che stava pensando di farsi crescere di più i capelli. Questo suscitò qualche polemica, poiché altri giocatori dei Panthers avevano un aspetto che non rispettava questi criteri di "pulizia". Dave Zirin, cronista di TheNation.com, accusò perfino Richardson di razzismo. Nonostante questo, Newton acconsentì alle richieste di Richardson e fu selezionato primo assoluto al draft. Newton si sarebbe fatto crescere i capelli molto dopo che Richardson non era più il proprietario della squadra, avendola venduta a David Tepper.

#### Stagione 2011
Il 29 luglio 2011 Newton firmò un contratto quadriennale del valore di 22 milioni di dollari, tutti garantiti. Un mese dopo, il 1º settembre 2011, fu scelto come il quarterback titolare della sua nuova squadra, davanti a Jimmy Clausen e Derek Anderson. 

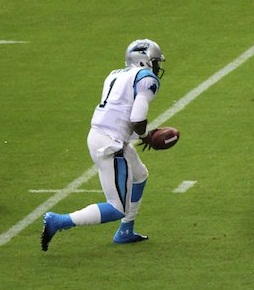
Newton, alla prima giocata in carriera, mentre consegna il pallone a DeAngelo Williams

Nella sua gara di debutto, l'11 settembre 2011, Newton completò 24 passaggi su 37 per 422 yard, 2 touchdown ed un intercetto, in una sconfitta in trasferta 28–21 contro gli Arizona Cardinals. Con un rating di 110,4, corse anche per un altro touchdown, divenendo il primo rookie a lanciare per più di 400 yard alla sua prima partita in carriera. Le sue 422 yard superarono il record di Peyton Manning per il maggior numero di yard passate in una giornata di apertura.
Nella sua seconda gara in carriera, una sconfitta casalinga per 30–23 contro i campioni in carica dei Green Bay Packers, Newton superò il suo stesso record di yard passate in una partita da una rookie, stabilito la settimana precedente, con 432 yard (superate poi la stagione successiva da Andrew Luck con 433), passando un touchdown e correndone un altro. Le sue 854 yard passate nelle prime due giornate della stagione, il massimo nella storia per un rookie, superarono il record di 827 detenuto da Kurt Warner nella stagione 2000 e furono il massimo per qualsiasi quarterback nelle due settimane della stagione prima che Tom Brady di New England ne facesse segnare 940 il giorno successivo. Newton divenne anche l'unico giocatore ad iniziare la sua carriera con due partite consecutive da almeno 400 yard e surclassò il record di franchigia dei Carolina Panthers di 547 yard detenuto da Steve Beuerlein. Dopo la seconda gara in carriera di Newton, il quarterback dei Packers Aaron Rodgers commentò "Penso che qualcuno nello spogliatoio abbia detto che io sia abbastanza felice di averlo incontrato ad inizio stagione perché quando verrà fuori completamente, sarà molto più difficile da fermare". I tre intercetti di Newton con i Packers lo portarono alla pari in cima alla classifica della lega. Le sue yard totali passate nelle prime 3 giornate furono 1.012 yard.

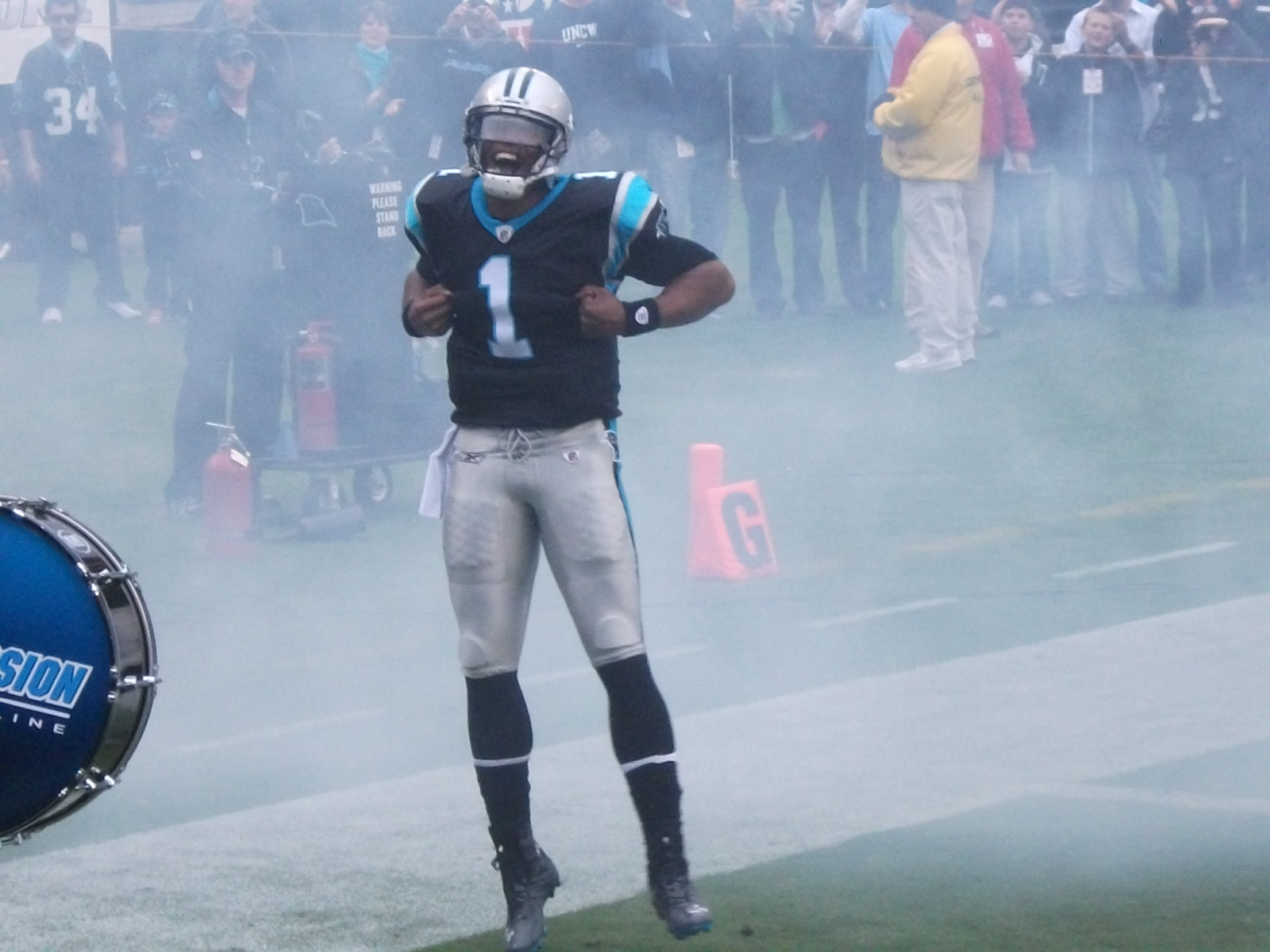
Newton nel 2011.

I Panthers ottennero la prima vittoria della stagione con un 16–10 sui Jacksonville Jaguars. Newton lanciò per 158 yard ed un touchdown. I Panthers poi incontrarono gli Atlanta Falcons, perdendo 31–17 con Cam che passò per 237 yard senza TD.
Newton portò il record della sua squadra a 2-5 con la vittoria nella settimana 7 sui Washington Redskins 33-20. Egli lanciò per 256 yard ed un touchdown, completando 18 passaggi su 23. Corse inoltre per 59 yard ed un altro touchdown, compresa una corsa da 25 yard. Questa prestazione fruttò a Cam un passer rating di 127,5, il più alto registrato fino a quel momento.
Con la vittoria sugli Indianapolis Colts, Newton divenne il quarto quarterback rookie a passare più di 3.000 yards nella sua prima stagione, insieme a Peyton Manning, Matt Ryan e Sam Bradford.
Cam Newton stabilì il record NFL di touchdown su corsa per un quarterback il 4 dicembre 2011, correndo il suo 13º touchdown della stagione nell'ultimo quarto contro Tampa Bay. Fu il suo terzo della partita, che si concluse con una vittoria 38-19 e nella quale ricevette anche un passaggio da 27 yard.

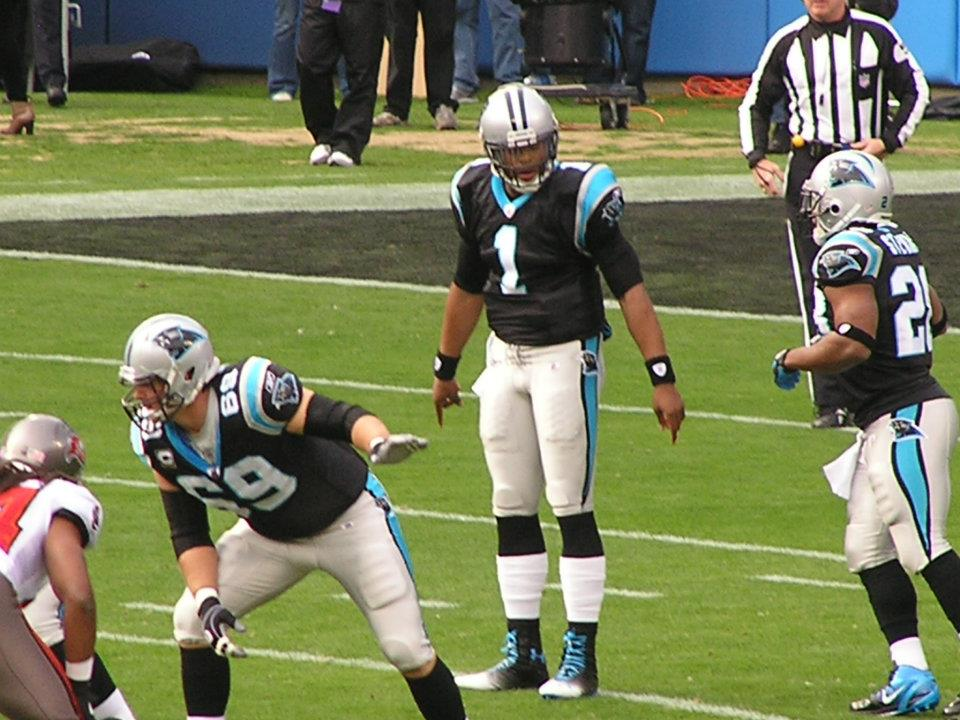
Cam contro i Buccaneers il 24 dicembre 2011

Il 24 dicembre 2011 in una vittoria 48-16 sui Tampa Bay Buccaneers, Newton passò per 171 yard e 3 TD e correndo per altre 65 yard più un altro TD. Quella giornata, egli batté il record di Peyton Manning di 3.739 yard passate per un rookie.
Il 1º gennaio 2012 contro i New Orleans Saints, Newton passò per 158 yard diventando il primo quarterback al debutto a passare almeno 4.000 yard. La sua stagione terminò con 4.051 yard, un record per un rookie, battuto l'anno successivo ancora da Andrew Luck. Nel corso della stagione, quando Newton ebbe dei palloni persi, la squadra fu 0-10; quando non ne ebbe, il record fu di 6-0.
Il 22 gennaio 2012 Newton fu convocato per il Pro Bowl dopo che i New York Giants ebbero battuto i San Francisco 49ers nella finale della NFC. Essendo Eli Manning uno dei tre quarterback selezionati per la NFC ma dovendo Manning giocare il Super Bowl, Newton fu scelto al suo posto. Il 5 febbraio 2012, Newton vinse il premio di rookie offensivo della stagione dato dall'Associated Press. A fine stagione, Cam fu votato al 40º posto nella NFL Top 100, l'annuale classifica dei migliori cento giocatori della stagione, il rookie più in alto in assoluto

#### Stagione 2012
Nella settimana 4, i Panthers misero in difficoltà gli imbattuti Atlanta Falcons, perdendo solo con un field nei secondi finali della partita: Newton si rifece di una prestazione deludente della settimana precedente passando 214 yard e 2 touchdown, oltre a correre 86 yard e segnare un altro touchdown su corsa, ma commettendo anche un fumble decisivo a un minuto dal termine che spianò la strada alla rimonta dei Falcons. Nella settimana 5 i Panthers precipitarono a un record di 1-4 perdendo in casa contro i Seattle Seahawks: Newton continuò il suo difficoltoso inizio di stagione completando solamente 12 passaggi su 29 per 141 yard senza touchdown e intercetti.
I Panthers conclusero una striscia negativa di 5 sconfitte consecutive battendo nella settimana 9 i Washington Redskins con Newton che passò 201 yard con un touchdown e un'altra marcatura segnata su corsa. Carolina venne sconfitta nuovamente nella settimana 10 dai Denver Broncos con Newton che fu pressato tutto il giorno da Von Miller e concluse con 241 yard passate, 2 touchdown, 2 intercetti e ben 7 sack subiti di cui uno che causò una safety.
Nel Monday Night Football della settimana 12, Newton tornò a disputare una prestazione positiva lanciando 306 yard e segnando 4 touchdown totali (2 passati e 2 su corsa) nella vittoria sui Philadelphia Eagles, venendo premiato come miglior giocatore offensivo della NFC della settimana. A quella partita ne fece seguire un'altra di buon livello passando 232 yard e 3 touchdown (più 78 yard corse) che non furono però sufficienti a battere i Kansas City Chiefs, la squadra col peggior record della lega.
Nel turno successivo, Cam disputò forse la sua miglior partita dell'anno battendo i Falcons, in possesso del miglior record della NFL. I Panthers dominarono la prima metà di gara portandosi in vantaggio per 23-0, sufficiente a impedire la tardiva rimonta degli avversari. Newton terminò la partita con 287 yard passate, 2 passaggi da touchdown e un record in carriera di 116 yard corse, compresa una corsa da 72 yard che siglò il terzo touchdown personale di giornata. Nell'ultimo turno di campionato, Carolina migliorò il suo record dell'anno precedente centrando la settimana vittoria del 2012 contro i Saints, gara in cui Newton passò 205 yard. Il giocatore terminò con 3.869 yard passate, 19 passaggi da touchdown e 12 intercetti oltre a correre 741 yard e segnare 8 touchdown su corsa. A fine anno fu posizionato al numero 46 nella classifica dei migliori cento giocatori della stagione.
Malgrado questa stagione possa essere vista da alcuni come un passo indietro rispetto a quella di debutto, Newton migliorò in diverse categorie statistiche, migliorando la sua efficienza nei passaggi e diminuendo il numero di palloni persi. La diminuzione di Newton nei touchdown segnati su corsa (14 a 8) fu causata anche dalla firma da parte dei Panthers di Mike Tolbert prima dell'inizio della stagione. Tolbert, un versatile fullback, segnò diversi touchdown nelle situazioni di vicinanza alla goal line, una specialità in cui Newton eccelse l'anno precedente.

#### Stagione 2013

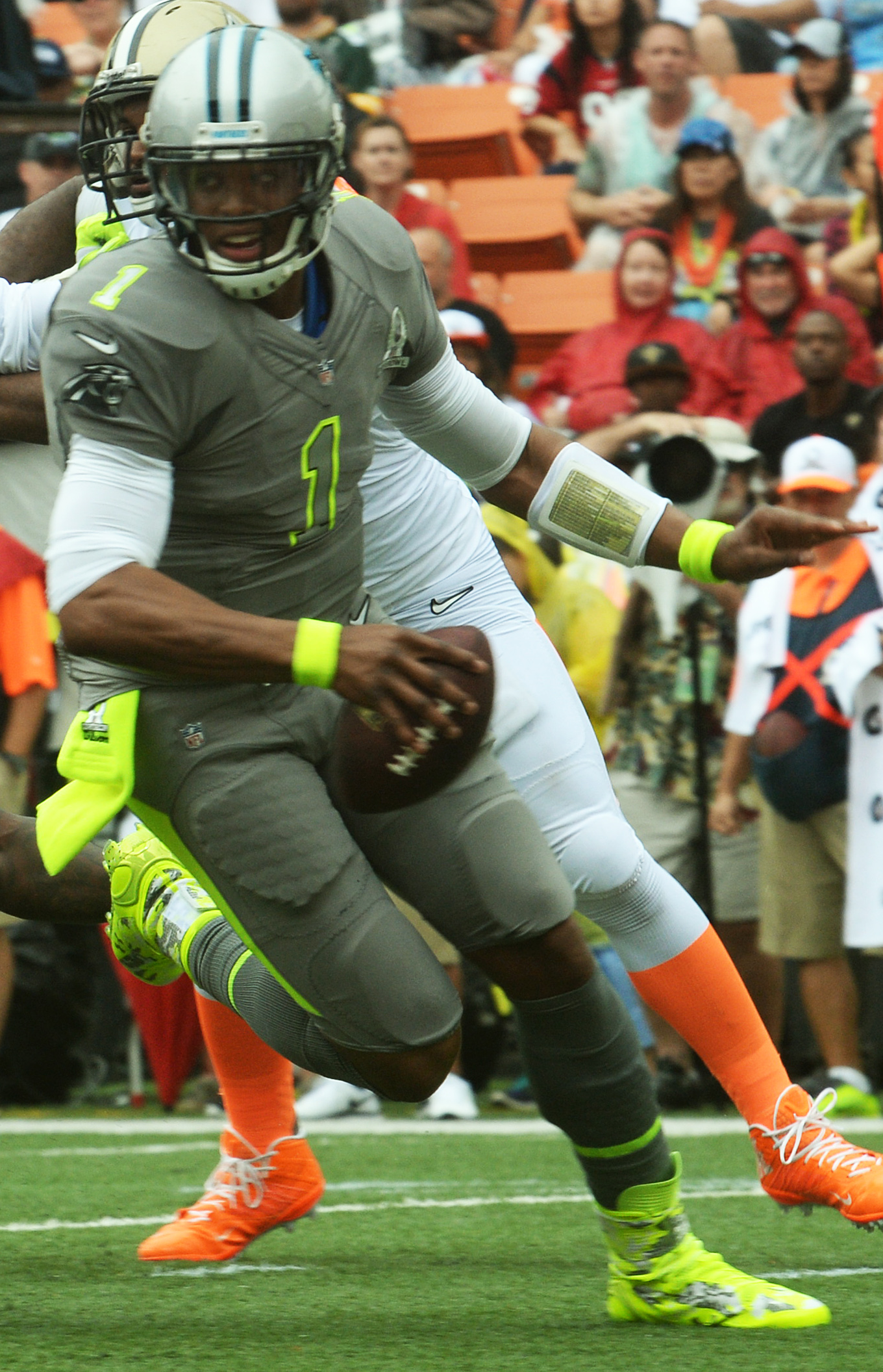
Cam Newton nel Pro Bowl 2014

Dopo avere perso le prime due gare, Newton guidò la squadra alla prima vittoria stagionale battendo per 38-0 i New York Giants, la vittoria col più ampio margine della storia della franchigia. La sua gara terminò con 223 yard passate, 3 touchdown e un altro segnato su corsa. Nella settimana 7 il quarterback disputò una gara di grande precisione completando 15 passaggi su 17 tentativi per 204 yard e un touchdown, coi Panthers che ebbero facilmente ragione dei St. Louis Rams. Con la vittoria del giovedì successivo sui Buccaneers, i Panthers salirono per la prima volta a un record superiore al 50% dal 2008.
Nella settimana 9 contro i Falcons, Newton ebbe una partenza lenta subendo due intercetti ma si rifece nel prosieguo della gara guidando Carolina alla netta vittoria sulla squadra per cui faceva il tifo da bambino con 249 yard lanciate, un touchdown passato e uno segnato su corsa. La sesta vittoria consecutiva giunse nel Monday Night Football ai danni dei New England Patriots grazie al passaggio da touchdown decisivo di Newton per Ted Ginn Jr. a 59 secondi dal termine. La sua prestazione terminò con 209 yard passate, 3 touchdown e guidando la squadra con 62 yard corse. La striscia positiva proseguì con la ottava vittoria consecutiva, un record di franchigia, il 1º dicembre sui Buccaneers in cui Newton passò 263 yard, 2 touchdown e subì due intercetti, oltre a segnare un altro touchdown su corsa.
Dopo una sconfitta coi Saints, Carolina batté i Jets in una gara in cui Newton passò 273 yard e 1 touchdown. Nella rivincita del penultimo turno contro New Orleans Newton fu decisivo passando il touchdown del sorpasso a 23 secondi dal termine per Domenik Hixon. Con la vittoria, i Panthers si qualificarono per la prima volta ai playoff dalla stagione 2008. Il 27 dicembre fu premiato con la seconda convocazione al Pro Bowl in carriera. I Panthers batterono i Falcons in trasferta, terminando con un record di 12 vittorie e 4 quattro sconfitte, il secondo migliore della NFC, guadagnandosi la possibilità di accedere direttamente al secondo turno di playoff.

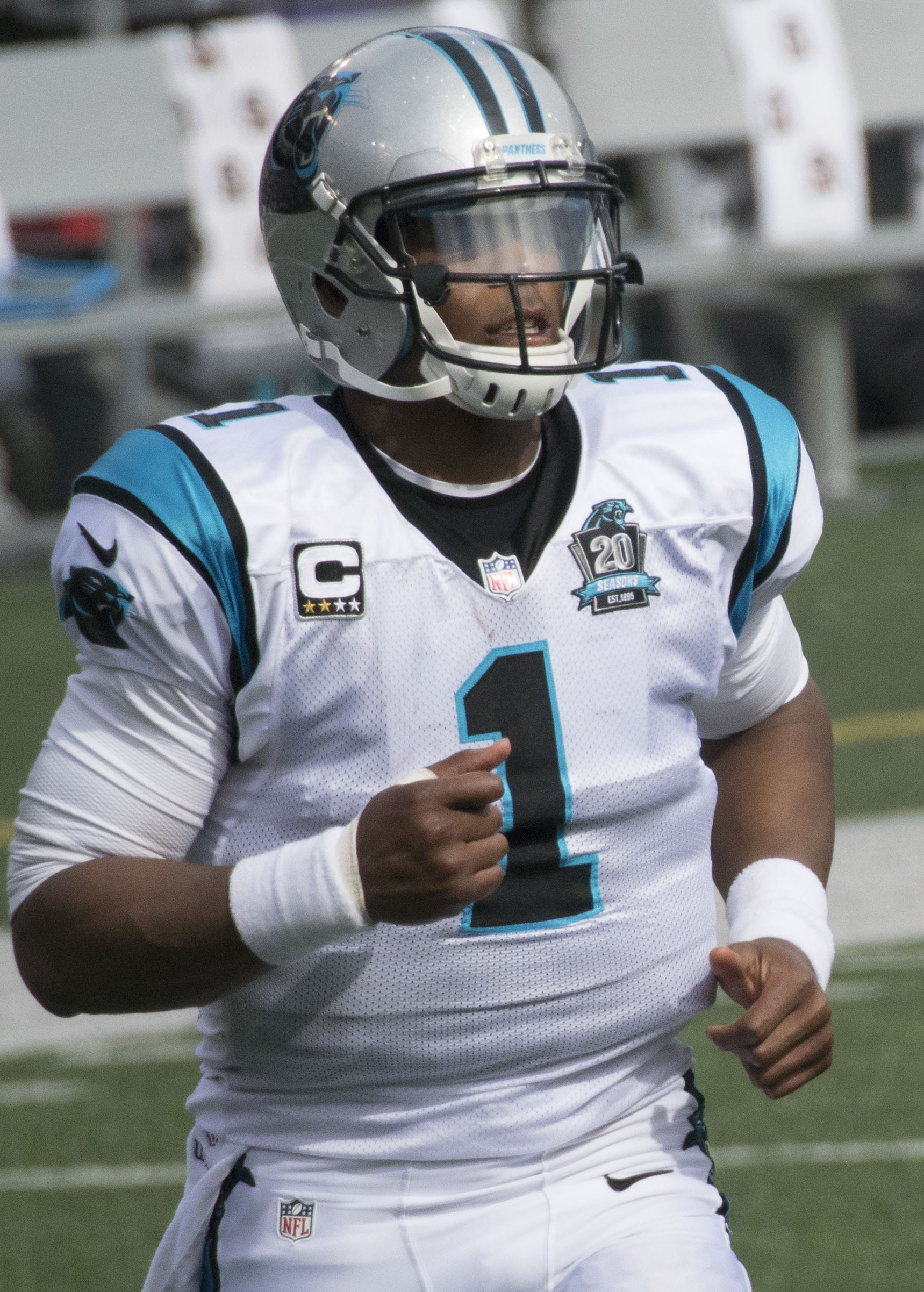
Newton nel 2014 contro i Ravens.

Nella prima gara di playoff in carriera contro i San Francisco 49ers, Newton e i Panthers si comportarono bene nel primo tempo ma si spensero nel secondo, non riuscendo più a segnare alcun punto e venendo eliminati con un punteggio di 23-10. Il quarterback terminò quella gara con 267 yard passate e un touchdown, subendo 2 intercetti e 5 sack dalla difesa avversaria. A fine anno fu votato al 24º posto nella NFL Top 100 dai suoi colleghi.

#### Stagione 2014
A causa di un infortunio alla costole, Newton fu costretto a saltare la prima gara della carriera nel debutto stagionale contro i Buccaneers. Tornò in campo la domenica successiva conducendo i suoi alla vittoria sui Lions con 281 yard passate e un touchdown. Seguirono due nette sconfitte in cui Newton fu costretto a rimanere fuori dal campo nel finale di gara a risultato compromesso per colpa del precedente infortunio. La vittoria tornò nella settimana 5 in cui riuscì a giocare una gara completa contro i Bears, passando 255 yard e 2 touchdown, con un intercetto. Seguirono un pareggio coi Bengals e una striscia di sei sconfitte consecutive, interrottasi solamente nel quattordicesimo turno in trasferta contro i Saints, in cui Cam passò 226 yard, tre touchdown e ne segnò un quarto su corsa, che gli valsero il premio di miglior giocatore offensivo della NFC della settimana. Due giorni dopo però, Newton fu coinvolto in un incidente stradale che gli causò due fratture alle vertebre, impedendogli di scendere in campo nella settimana 15. Tornò come titolare nella successiva ottenendo un successo fondamentale contro i Browns in cui passò 201 yard con un touchdown passato e uno su corsa. Carolina arrivò dunque a giocarsi tutto nell'ultima partita in casa dei Falcons con in palio la vittoria della division. Newton passò 114 yard, un touchdown e ne segnò un secondo su corsa nella netta vittoria per 34-3. I Panthers divennero così la prima squadra della storia a vincere la NFC South per due anni consecutivi e la seconda a qualificarsi per i playoff con record negativo dopo i Seattle Seahawks del 2010. La sua stagione regolare si chiuse passando 3.127 yard, 18 touchdown e 12 intercetti, venendo inserito al 73º posto nella NFL Top 100. Divenne il terzo quarterback della storia dopo Michael Vick e Randall Cunningham a correre almeno 500 yard in quattro stagioni e con cinque TD su corsa arrivò a quota 33 in carriera, raggiungendo John Elway, Otto Graham e Y.A. Tittle al decimo posto nella classifica di tutti i tempi dei quarterback.
Il 3 gennaio 2015 Newton ottenne la prima vittoria nei playoff in carriera e la prima della franchigia dal 2005 contro gli Arizona Cardinals, in cui passò 198 yard, 2 touchdown e subì un intercetto. La corsa di Carolina si arrestò sette giorni dopo al CenturyLink Field di Seattle venendo battuta per 31-17 dai campioni in carica, con Newton che passò due touchdown ma subì anche due intercetti, di cui uno ritornato per 90 yard in touchdown dagli avversari.

#### Stagione 2015: MVP della NFL e sconfitta nel Super Bowl
Il 2 giugno 2015 Newton firmò coi Panthers un rinnovo contrattuale quinquennale del valore di 103,8 milioni di dollari. La stagione partì con quattro vittorie per Carolina per la prima volta da quando aveva raggiunto il Super Bowl nel 2003. La quinta giunse dopo la settimana di pausa, in rimonta in casa dei Seahawks, quando passò il touchdown del sorpasso a Greg Olsen a meno di un minuto dal termine. Sette giorni dopo la squadra stabilì un nuovo record di franchigia per la miglior partenza (6-0) con la vittoria sugli Eagles in cui Newton passò 197 yard, un touchdown e ne segnò un secondo su corsa. Nella settimana 9 la squadra fece un passo importante verso il miglior record della conference battendo i Packers, in cui il quarterback disputò una delle migliori gare dei suoi primi cinque anni di carriera, passando 297 yard e segnando 4 touchdown (tre passati e uno su corsa). Per questa prova fu premiato per la quarta volta in carriera come giocatore offensivo della NFC della settimana.
Nel decimo turno, i Panthers ebbero la meglio sui Titans, con Newton che completò i primi 11 passaggi tentati, la miglior striscia in carriera, terminando con un touchdown passato e uno segnato su corsa. Sette giorni dopo pareggiò il record di franchigia di Steve Beuerlein passando cinque touchdown (a cinque ricevitori diversi) nella vittoria per 44-16 sui Redskins, venendo premiato come giocatore offensivo della NFC della settimana.

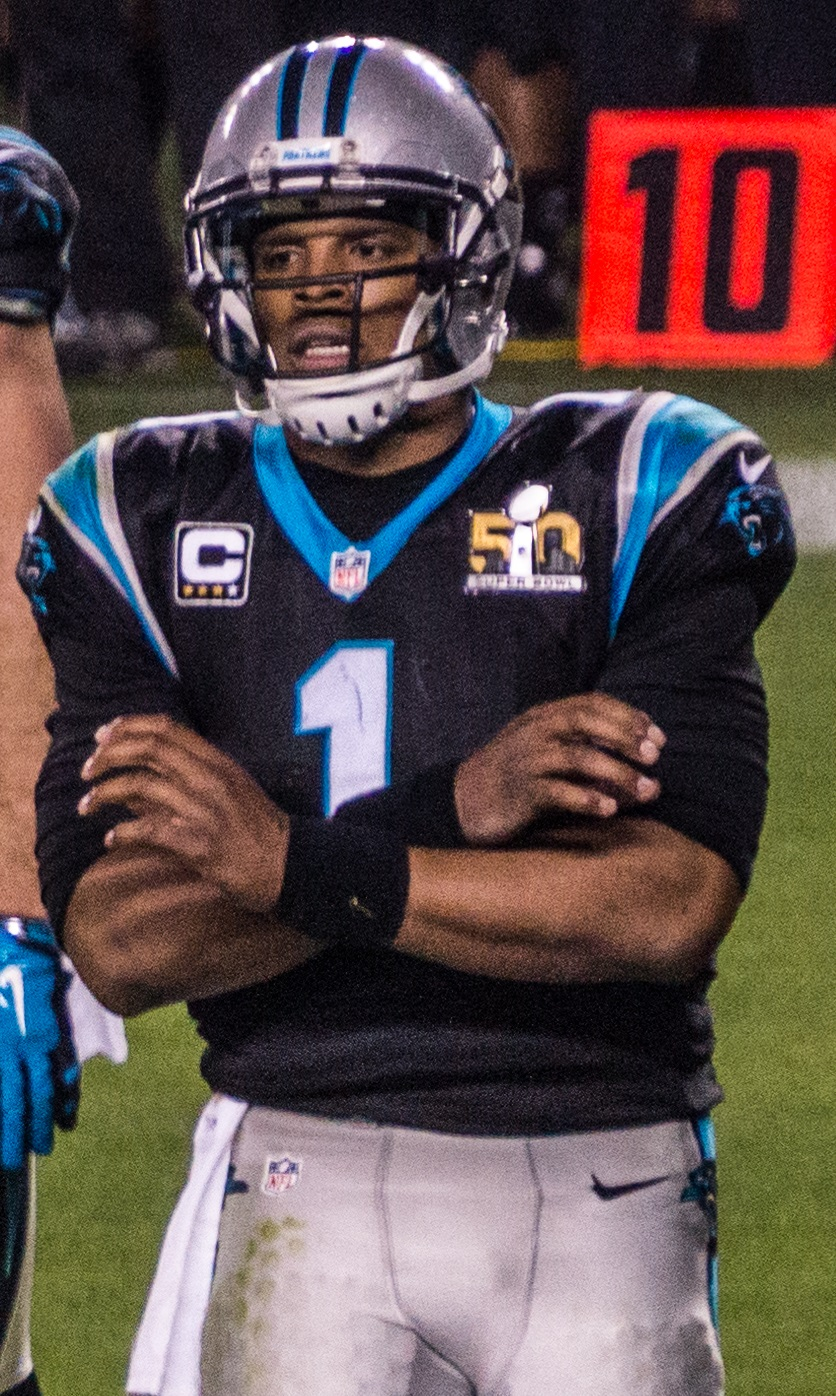
Newton durante il Super Bowl 50

Ancora prima di scendere in campo nella settimana 13, i Panthers ebbero la certezza matematica del terzo titolo di division consecutivo. Nella gara di quel turno coi Saints, Newton passò nuovamente cinque touchdown, tra cui quello del sorpasso a Jerricho Cotchery a un minuto dal termine che permise a Carolina di conservare l'imbattibilità e divenire la nona squadra della storia a iniziare con dodici vittorie consecutive. Per la terza occasione nella stagione fu premiato come giocatore offensivo della settimana. Sette giorni dopo, con un 38-0 sui Falcons in cui Cam passò 3 touchdown, Carolina si aggiudicò la possibilità di accedere direttamente al secondo turno di playoff.
Nella settimana 15, vinta contro i Giants malgrado un furioso tentativo di rimonta degli avversari, Newton divenne il primo giocatore della storia a terminare una partita con almeno 300 yard passate, 100 yard corse e 5 passaggi da touchdown, venendo premiato per la quarta volta in stagione come giocatore offensivo della settimana. Il sogno di concludere la stagione regolare da imbattuti si infranse nel penultimo turno, quando Carolina fu battuta da Atlanta per 20-13. La settimane seguente fu premiato per quinta volta in stagione come giocatore offensivo della settimana dopo avere passato due TD e averne segnati due su corsa nella vittoria sui Bucs che fece concludere i Panthers su un record di 15-1. La stagione regolare di Newton si chiuse con 3.837 yard passate, 35 passaggi da touchdown (secondo nella lega), 10 intercetti subiti e 10 touchdown su corsa, venendo convocato per il terzo Pro Bowl in carriera ed inserito nel First-team All-Pro.
Dopo avere avuto il diritto di saltare il primo turno di playoff, i Panthers batterono in casa i Seahawks con Newton che passò 161 yard e un touchdown, riportando la squadra in finale di conference dopo dieci anni. Nella gara contro gli Arizona Cardinals Carolina vinse per 49-15, realizzando il massimo di punti messi a segno in una finale della NFC e qualificandosi per il Super Bowl 50 contro i Denver Broncos. In quella sfida, il quarterback passò 335 yard e segnò quattro touchdown, due passati e due su corsa.
Il 6 febbraio 2016, la notte prima del Super Bowl, Newton divenne il primo giocatore della storia dei Panthers ad essere premiato come MVP della NFL, oltre che come giocatore offensivo dell'anno. Il giorno successivo, nella finalissima al Levi's Stadium di Santa Clara, i favoriti Panthers furono battuti dai Broncos per 24-10, col quarterback che perse due fumble, subì un intercetto e per l'unica volta in stagione non riuscì a segnare alcun touchdown.

#### Stagione 2016

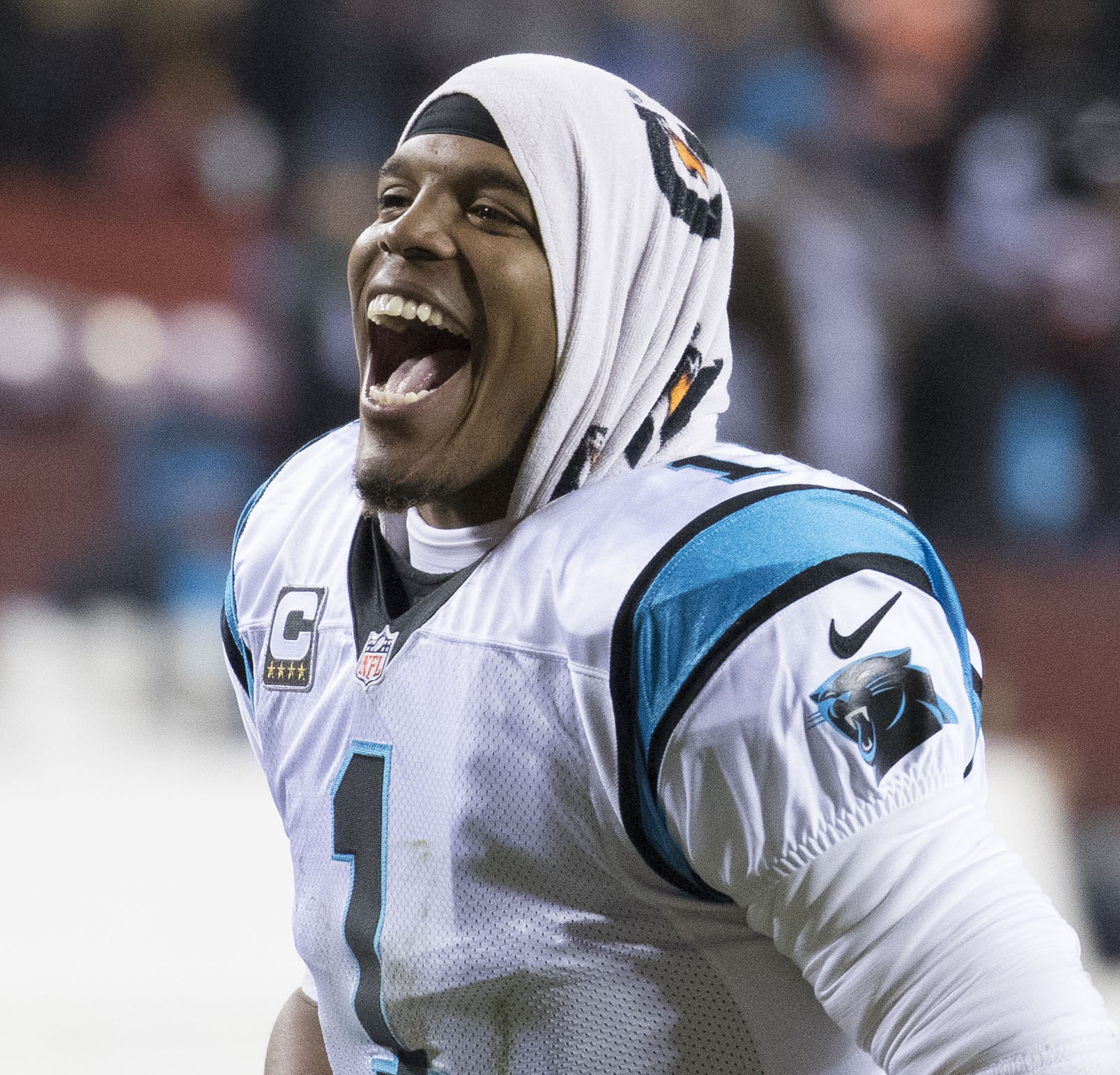
Newton nel dicembre 2016

La prima gara della stagione fu la rivincita del Super Bowl di sette mesi prima contro i Broncos, e i Panthers uscirono nuovamente sconfitti per 21-20. In quella gara, Newton superò due record detenuti fino ad allora da Steve Young tra i quarterback. Il primo segnando il suo 44º touchdown su corsa in carriera, il secondo registrando la 32º partita con touchdown sia su corsa che su passaggio.. Il 2 ottobre, nel corso della partita persa contro gli Atlanta Falcons, rimediò una commozione cerebrale nel corso del tentativo di una trasformazione da due punti, che lo costrinse a saltare il resto della partita ed anche l'incontro successivo contro i Tampa Bay Buccaneers.
A causa di una violazione del codice di abbigliamento, il 4 dicembre contro i Seattle Seahawks, Newton venne relegato al ruolo di riserva per la prima serie offensiva, un fatto che non accadeva dalla prima partita di pre-stagione del 2011. Chiuse la stagione 2016 con il 52,9% di passaggi completati, la peggiore percentuale in carriera, con 19 passaggi da touchdown (16 in meno dell'anno precedente) e 14 intercetti subiti, il suo peggior risultato dalla sua annata da rookie. I Panthers passarono da un record di 15-1 a 6-10, mancando l'accesso ai playoff.

#### Stagione 2017
Il 30 marzo 2017 Newton si sottopose ad un intervento chirurgico a causa della parziale lacerazione della cuffia dei rotatori della spalla del braccio utilizzato per lanciare. Riuscì tuttavia ad essere regolarmente in campo per l'inizio della stagione regolare, dove nel quarto turno i Panthers vinsero a sorpresa in casa dei New England Patriots campioni in carica, in una gara dove Newton passò tre touchdown e divenne il primo quarterback della storia a segnare 50 touchdown su corsa.

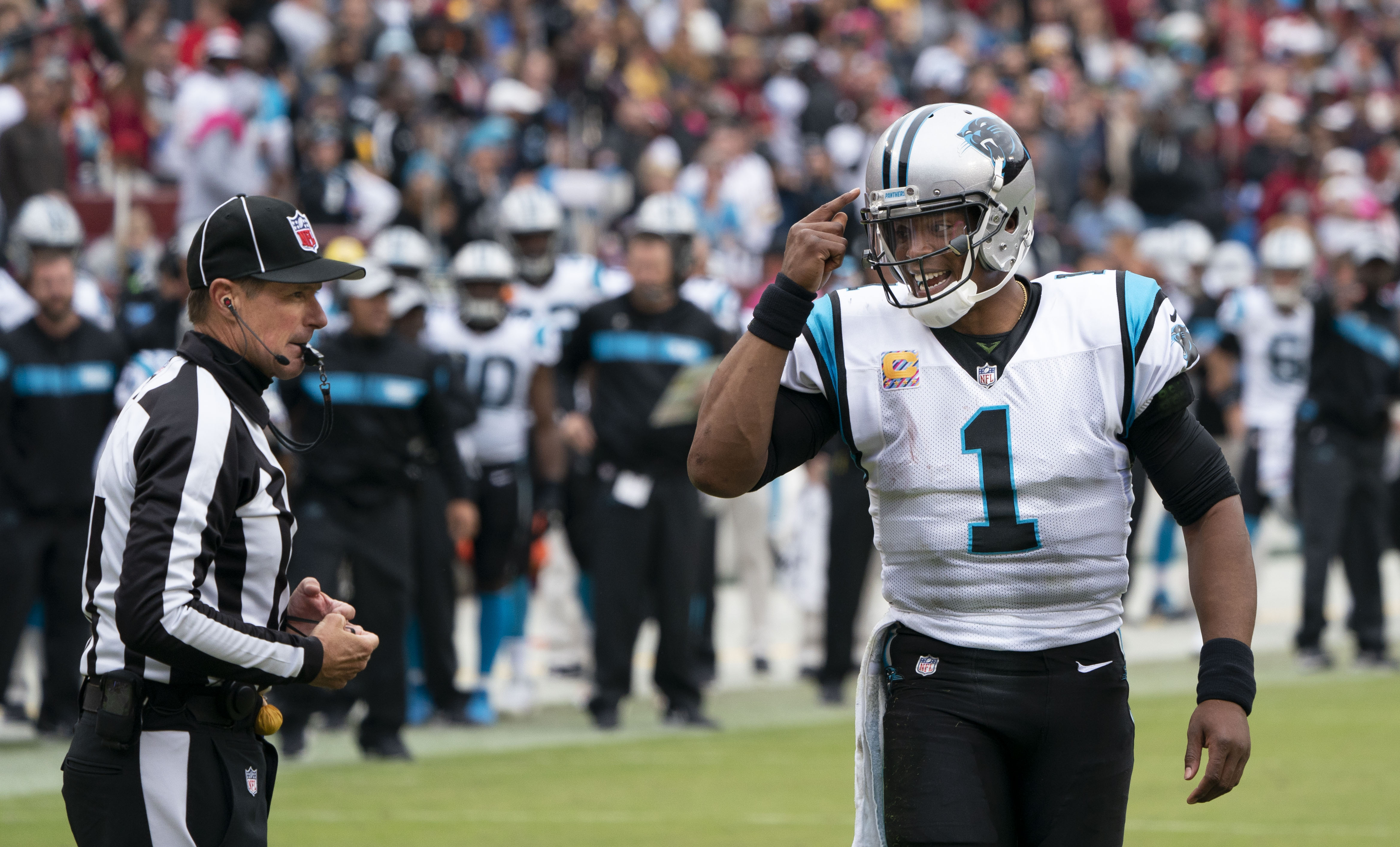
Newton il 14 ottobre 2018

Nel decimo turno, Newton fu premiato come giocatore offensivo della NFC della settimana dopo avere passato un massimo stagionale di 4 touchdown, con 254 yard passate e 95 corse nella vittoria nel Monday Night Football sui Miami Dolphins. Nel penultimo turno segnò un touchdown su una cosa da due yard a un minuto dal termine che diede a Carolina la vittoria su Tampa Bay e la qualificazione ai playoff dopo l'assenza dell'anno precedente. la stagione regolare di Newton si concluse con 3.302 yard passate, 22 touchdown e un primato personale di 754 yard corse. I suoi 16 intercetti subiti furono invece il secondo peggior risultato della NFL. Nei playoff i Panthers furono eliminati nel primo turno in casa dei Saints in una gara in cui passò 349 yard e 2 touchdown nel 26-31 finale.

#### Stagioni 2018-2019: infortuni
Nel settimo turno Newton passò due touchdown nel quarto periodo guidando i Panthers a rimontare 17 punti (record di franchigia eguagliato) e a battere gli Eagles campioni in carica per 21-17. Per questa prestazione fu premiato come giocatore offensivo della settimana nella NFC. Newton e i Panthers iniziarono a faticare nel mese di novembre. Dopo una sconfitta con i New Orleans Saints nella settimana 15, la sesta consecutiva dopo avere iniziato con un record di 6–2, il quarterback rivelò un infortunio a una spalla che lo aveva debilitato durante la striscia negativa. Quella fu l'ultima partita della sua stagione, saltando le ultime due partite per recuperare.
Nel 2019 Newton partì come titolare nelle prime due partite della stagione, entrambe perse contro Rams e Buccaneers, prima di subire una frattura a un piede che gli fece saltare diverse gare. Il 5 novembre i Panthers annunciarono che non sarebbe più sceso in campo per il resto della stagione perché l'infortunio stava guarendo più lentamente del previsto.
Il 24 marzo 2020 Newton fu svincolato dai Panthers dopo nove stagioni.

### New England Patriots
Il 28 giugno 2020 Newton firmò un contratto annuale del valore di 7,5 milioni di dollari con i New England Patriots. Nella prima partita con la nuova maglia andò a segno due volte su corsa nella vittoria sui Miami Dolphins. Lo stesso fece la settimana successiva a Seattle ma i Patriots furono sconfitti per 35-30. Il 3 ottobre, un giorno prima della gara della settimana 4 contro i Chiefs, Newton risultò positivo al COVID-19. Tornò in campo nel sesto turno ma i Patriots furono sconfitti dai Denver Broncos. Nella settimana 10 Newton interruppe una striscia di quattro sconfitte consecutive guidando i Patriots alla vittoria a sorpresa sui Ravens. Due settimane dopo Newton guidò il drive della vittoria portando i Patriots a calciare il field goal del sorpasso a tempo scaduto contro i Cardinals. Nell'ultimo ininfluente turno disputò la miglior partita stagionale passando 242 yard e 3 touchdown nella vittoria sui Jets. La sua annata si chiuse con 2.657 yard passate, 8 touchdown, 10 intercetti e 12 touchdown su corsa. I Patriots ebbero un record di 7-9, restando fuori dai playoff per la prima volta dal 2008.

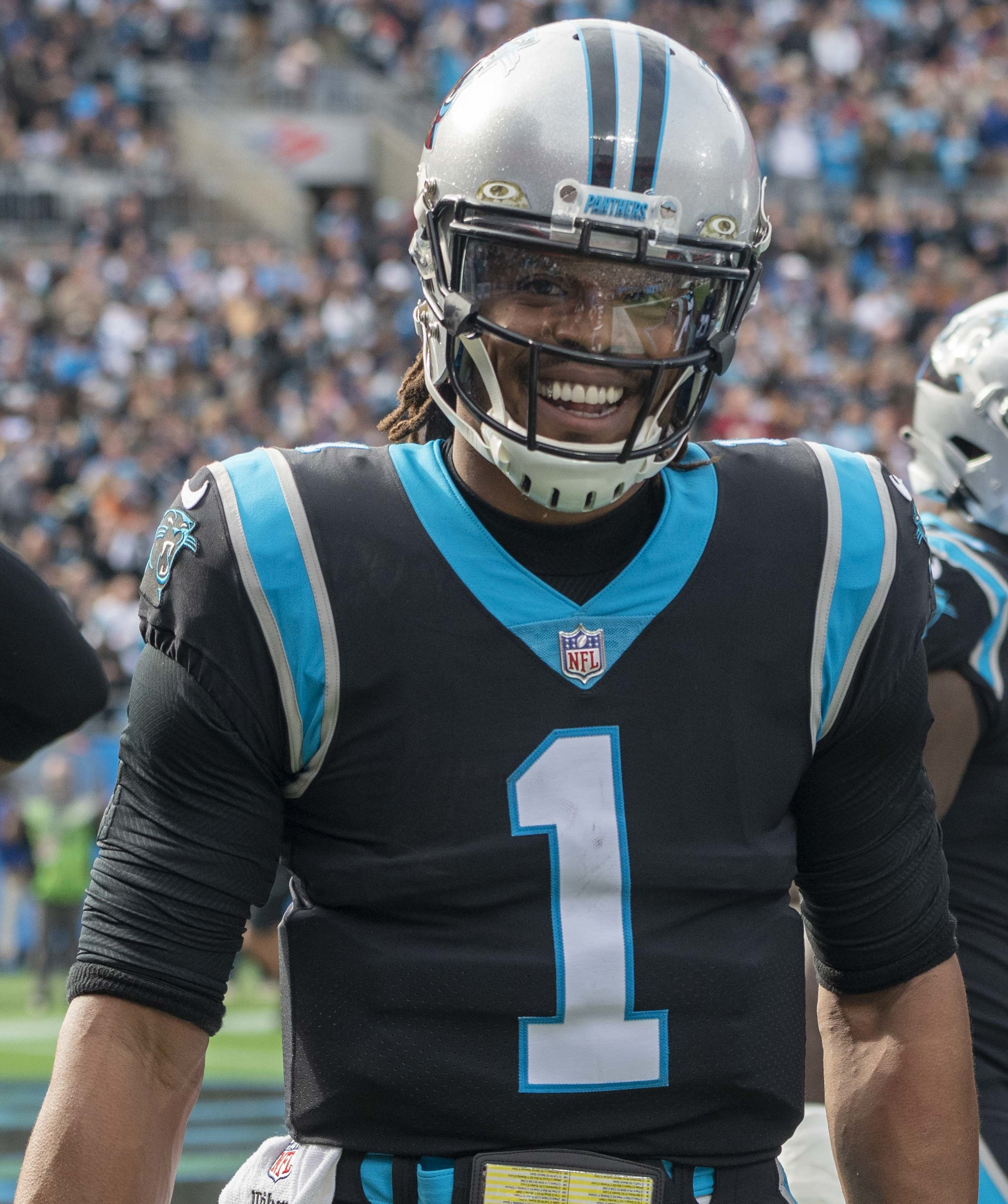
Newton nel 2021

Il 12 marzo 2021 Newton firmò un nuovo contratto annuale con i Patriots per un valore di 13,6 milioni di dollari. Il 31 agosto 2021 tuttavia fu svincolato.

### Ritorno ai Panthers
L'11 novembre 2021 Newton firmò un contratto di un anno per fare ritorno ai Carolina Panthers, dopo l'infortunio del quarterback titolare Sam Darnold. Nella prima partita dal ritorno, anche se non partì come titolare, fu inserito nelle situazioni di vicinanza alla goal line, passando un touchdown e segnandone uno su corsa nella vittoria sui Cardinals. La settimana seguente partì come titolare e segnò due touchdown su passaggi e uno su corsa, in una partita persa 27–21 contro il Washington Football Team. Newton rimase titolare per la partita nella settimana 12 contro i Miami Dolphins, ma fu richiamato in panchina nel quarto periodo, sostituito da Walker, dopo aver completato 5 passaggi su 21, per 92 yard, due intercetti e un passer rating di 5,8. La sua percentuale di completamento, 23,8, fu la più bassa per un quarterback con almeno 20 passaggi tentati da una prestazione di Joey Harrington nel 2004. Nella partita della settimana 14 contro gli Atlanta Falcons, Newton fu di nuovo nominato titolare, ma divise il tempo di gioco con P.J. Walker, terminando la gara, persa per 29- 21, con 47 yard su corsa, un touchdown su corsa e un intercetto. Newton finì la stagione con 684 yard passate, quattro touchdown su passaggio, cinque intercetti, 230 yard su corsa e cinque touchdown su corsa, in otto gare. Perse tutte le partite in cui aveva iniziato da titolare.

## Palmarès

### Franchigia
- National Football Conference Championship: 1

Carolina Panthers: 2015

### Individuale
- MVP della NFL: 1

2015
- Giocatore offensivo dell'anno: 1

2015
- Convocazioni al Pro Bowl: 3

2011, 2013, 2015
- First-team All-Pro: 1

2015
- Rookie offensivo dell'anno - 2011

- PFWA All-Rookie Team - 2011
- Giocatore offensivo della NFC della settimana: 10

13ª del 2011, 12ª del 2012, 14ª del 2014, 9ª, 11ª, 13ª e 15ª e 17ª del 2015, 10ª del 2017, 7ª del 2018
- Rookie della settimana: 3

4ª, 15ª e 16ª del 2011
- Bert Bell Award: 1

2015
- Numero 2 ritirato dagli Auburn Tigers

## Statistiche
| Statistiche della stagiore regolare | Statistiche della stagiore regolare | Statistiche della stagiore regolare | Statistiche della stagiore regolare | Passaggi | Passaggi | Passaggi | Passaggi | Passaggi | Passaggi | Passaggi | Corse | Corse | Corse | Corse | Corse | Fumble | Fumble |
| Anno                                | Squadra                             | P                                   | PT                                  | Comp     | Ten      | %        | Yard     | TD       | INT      | Rat      | Ten   | Yard  | Media | Max   | TD    | FUM    | Persi  |
| ----------------------------------- | ----------------------------------- | ----------------------------------- | ----------------------------------- | -------- | -------- | -------- | -------- | -------- | -------- | -------- | ----- | ----- | ----- | ----- | ----- | ------ | ------ |
| 2011                                | Carolina Panthers                   | 16                                  | 16                                  | 310      | 517      | 60,0     | 4.051    | 21       | 17       | 84,5     | 126   | 706   | 5,6   | 49T   | 14    | 5      | 2      |
| 2012                                | Carolina Panthers                   | 16                                  | 16                                  | 280      | 485      | 57,7     | 3.869    | 19       | 12       | 86,2     | 127   | 741   | 5,8   | 72T   | 8     | 10     | 3      |
| 2013                                | Carolina Panthers                   | 16                                  | 16                                  | 292      | 473      | 61,7     | 3.379    | 24       | 13       | 88,8     | 111   | 585   | 5,3   | 56    | 6     | 3      | 1      |
| 2014                                | Carolina Panthers                   | 13                                  | 13                                  | 252      | 432      | 58,3     | 3.013    | 17       | 12       | 81,3     | 97    | 488   | 5,0   | 22    | 4     | 9      | 5      |
| 2015                                | Carolina Panthers                   | 16                                  | 16                                  | 296      | 495      | 59,8     | 3.837    | 35       | 10       | 99,4     | 132   | 636   | 4,8   | 47    | 10    | 5      | 4      |
| 2016                                | Carolina Panthers                   | 15                                  | 14                                  | 270      | 510      | 52,9     | 3.509    | 19       | 14       | 75,8     | 90    | 359   | 4,0   | 28    | 5     | 3      | 2      |
| 2017                                | Carolina Panthers                   | 16                                  | 16                                  | 291      | 492      | 59,1     | 3.302    | 22       | 16       | 80,7     | 139   | 754   | 5,4   |       | 6     | 9      | 1      |
| 2018                                | Carolina Panthers                   | 14                                  | 16                                  | 320      | 471      | 67,9     | 3.395    | 24       | 13       | 94,2     | 101   | 488   | 4,8   |       | 4     | 6      | 0      |
| 2019                                | Carolina Panthers                   | 2                                   | 2                                   | 50       | 89       | 56,2     | 572      | 0        | 1        | 71       | 5     | -2    | -0,4  |       | 0     | 2      | 2      |
| 2020                                | New England Patriots                | 15                                  | 15                                  | 242      | 368      | 65,8     | 2.657    | 8        | 10       | 82,9     | 137   | 592   | 4,3   |       | 12    | 6      | 1      |
| Totale                              | Totale                              | 140                                 | 139                                 | 2.613    | 4.348    | 60,1     | 31.698   | 190      | 118      | 85,8     | 1.071 | 5.398 | 5,04  | 72T   | 70    | 58     | 21     |

| Statistiche dei playoff | Statistiche dei playoff | Statistiche dei playoff | Statistiche dei playoff | Passaggi | Passaggi | Passaggi | Passaggi | Passaggi | Passaggi | Passaggi | Corse | Corse | Corse | Corse | Corse | Fumble | Fumble |
| Anno                    | Squadra                 | P                       | PT                      | Comp     | Ten      | %        | Yard     | TD       | INT      | Rat      | Ten   | Yard  | Media | Max   | TD    | FUM    | Persi  |
| ----------------------- | ----------------------- | ----------------------- | ----------------------- | -------- | -------- | -------- | -------- | -------- | -------- | -------- | ----- | ----- | ----- | ----- | ----- | ------ | ------ |
| 2013                    | Carolina Panthers       | 1                       | 1                       | 16       | 25       | 64,0     | 267      | 1        | 2        | 79,9     | 10    | 54    | 5,4   | 11    | 0     | 0      | 0      |
| 2014                    | Carolina Panthers       | 2                       | 2                       | 41       | 68       | 60,3     | 444      | 4        | 3        | 80,8     | 18    | 72    | 4,0   | 13    | 0     | 3      | 2      |
| 2015                    | Carolina Panthers       | 3                       | 3                       | 53       | 91       | 58,2     | 761      | 3        | 2        | 87,3     | 27    | 95    | 3,5   | 14    | 2     | 2      | 2      |
| 2017                    | Carolina Panthers       | 1                       | 1                       | 24       | 40       | 60,0     | 349      | 2        | -        | 76,8     | 8     | 37    | 4,6   | 10    | -     | -      | -      |
| Totale                  | Totale                  | 7                       | 7                       | 134      | 224      | 59,8     | 1.821    | 10       | 7        | 83,9     | 63    | 258   | 4,1   | 14    | 2     | 5      | 4      |